# Primera División 2019-2020 (Argentina)
Il campionato di Primera División 2019-2020, conosciuto anche con il nome di Superliga Argentina de Fútbol 2019-2020 (o più semplicemente Superliga), è stata la 91ª edizione del massimo torneo calcistico argentino. 
La competizione è iniziata il 27 luglio 2019 e si è conclusa il 9 marzo 2020 (con una pausa del campionato dal 13 dicembre 2019 al 19 gennaio 2020). Al torneo hanno partecipato 24 squadre, proseguendo il piano di riduzione dei contendenti del massimo torneo argentino degli anni precedenti. Come ogni stagione, sulla base della posizione ottenuta in classifica al termine del campionato si sono determinate le squadre che hanno il diritto di partecipare alle competizioni internazionali (Coppa Libertadores e Coppa Sudamericana).
Il torneo di Apertura si è concluso normalmente nonostante lo scoppio della pandemia di Covid-19, mentre quello di Clausura non è mai cominciato. Similmente, anche la prevista disputa della Copa de Superliga  2020 è stata cancellata.
Al campionato hanno partecipato le neopromosse Arsenal de Sarandí (dopo una sola stagione in Primera B Nacional) e il Central Córdoba di Santiago del Estero. Erano 48 anni che il Central non riusciva ad accedere al massimo campionato argentino.
Il campionato è stato vinto dal Boca Juniors, che si è aggiudicato così il suo 34º titolo nella sua storia. Per quanto riguarda le retrocessioni, il regolamento del torneo ne prevedeva tre considerando i risultati sia del campionato che della successiva Copa de Superliga. Tuttavia, con risoluzione della AFA a seguito della pandemia di Covid-19, contestualmente all'annullamento della Copa de Superliga si è decisa anche la sospensione delle retrocessioni sia per questo campionato che per l'edizione 2021.

## Squadre partecipanti
| Club                  | Città                 | Stadio                              | 2018-2019 |
| --------------------- | --------------------- | ----------------------------------- | --------- |
| Aldosivi              | Mar del Plata         | José Maria Minella                  | 13°       |
| Argentinos Juniors    | Buenos Aires          | Diego Armando Maradona              | 26°       |
| Arsenal Sarandí       | Sarandí               | Julio Humberto Grondona             | Primera B |
| Atl. Tucumán          | San Miguel de Tucumán | Monumental José Fierro              | 5°        |
| Banfield              | Banfield              | Florencio Sola                      | 16°       |
| Boca Juniors          | Buenos Aires          | La Bombonera                        | 3°        |
| Central Córdoba (SdE) | Santiago del Estero   | Alfredo Terrera                     | Primera B |
| Colón (SF)            | Santa Fe              | Brigadier General Estanislao López  | 24°       |
| Defensa y Justicia    | Florencio Varela      | Norberto "Tito" Tomaghello          | 2°        |
| Estudiantes (LP)      | La Plata              | Ciudad de La Plata                  | 17°       |
| Gimnasia (LP)         | La Plata              | Juan Carmelo Zerillo                | 18°       |
| Godoy Cruz            | Mendoza               | Malvinas Argentinas                 | 14°       |
| Huracán               | Buenos Aires          | Tomás Adolfo Ducó                   | 10°       |
| Independiente         | Avellaneda            | Libertadores de América             | 7°        |
| Lanús                 | Lanús                 | Ciudad de Lanús – Néstor Díaz Pérez | 11°       |
| Newell's Old Boys     | Rosario               | Marcelo Bielsa                      | 15°       |
| Patronato             | Paraná                | Presbítero Bartolomé Grella         | 19°       |
| Racing Club           | Avellaneda            | Juan Domingo Perón                  | 1°        |
| River Plate           | Buenos Aires          | Monumental Antonio Vespucio Liberti | 4°        |
| Rosario Central       | Rosario               | Gigante de Arroyito                 | 20°       |
| San Lorenzo           | Buenos Aires          | Pedro Bidegain                      | 23°       |
| Talleres (C)          | Córdoba               | Mario Alberto Kempes                | 12°       |
| Unión (SF)            | Santa Fe              | 15 de Abril                         | 8°        |
| Vélez Sarsfield       | Buenos Aires          | José Amalfitani                     | 6°        |

## Classifica
| Pos. | Squadra               | Pt | G  | V  | N  | P  | GF | GS | DR  |                   |
| ---- | --------------------- | -- | -- | -- | -- | -- | -- | -- | --- | ----------------- |
| 1.   | Boca Juniors          | 48 | 23 | 14 | 6  | 3  | 35 | 8  | +27 | Libertadores 2021 |
| 2.   | River Plate           | 47 | 23 | 14 | 5  | 4  | 41 | 18 | +23 | Libertadores 2021 |
| 3.   | Vélez Sarsfield       | 39 | 23 | 11 | 6  | 6  | 27 | 14 | +13 | Libertadores 2021 |
| 4.   | Racing Club           | 39 | 23 | 9  | 12 | 2  | 28 | 23 | +5  | Libertadores 2021 |
| 5.   | Argentinos Juniors    | 39 | 23 | 10 | 9  | 4  | 22 | 17 | +5  | Libertadores 2021 |
| 6.   | Defensa y Justicia    | 36 | 23 | 10 | 6  | 7  | 26 | 18 | +8  | Libertadores 2021 |
| 7.   | Lanús                 | 36 | 23 | 9  | 9  | 5  | 32 | 29 | +3  | Sudamericana 2021 |
| 8.   | San Lorenzo           | 36 | 23 | 11 | 3  | 9  | 32 | 30 | +2  | Libertadores 2021 |
| 9.   | Rosario Central       | 36 | 23 | 9  | 9  | 5  | 31 | 29 | +2  | Sudamericana 2021 |
| 10.  | Newell's Old Boys     | 35 | 23 | 9  | 8  | 6  | 33 | 25 | +8  | Sudamericana 2021 |
| 11.  | Arsenal Sarandí       | 34 | 23 | 9  | 7  | 7  | 37 | 32 | +5  | Sudamericana 2021 |
| 12.  | Talleres (C)          | 34 | 23 | 10 | 4  | 9  | 34 | 30 | +4  | Sudamericana 2021 |
| 13.  | Estudiantes (LP)      | 30 | 23 | 8  | 6  | 9  | 23 | 22 | +1  |                   |
| 14.  | Independiente         | 29 | 23 | 8  | 5  | 10 | 27 | 25 | +2  | Sudamericana 2021 |
| 15.  | Atl. Tucumán          | 29 | 23 | 7  | 8  | 8  | 22 | 25 | -3  |                   |
| 16.  | Unión (SF)            | 27 | 23 | 7  | 6  | 10 | 21 | 30 | -9  |                   |
| 17.  | Banfield              | 26 | 23 | 6  | 8  | 9  | 19 | 23 | -4  |                   |
| 18.  | Central Córdoba (SdE) | 26 | 23 | 6  | 8  | 9  | 21 | 29 | -8  |                   |
| 19.  | Gimnasia (LP)         | 23 | 23 | 6  | 5  | 12 | 22 | 23 | -1  |                   |
| 20.  | Patronato             | 23 | 23 | 5  | 8  | 10 | 22 | 34 | -12 |                   |
| 21.  | Huracán               | 22 | 23 | 5  | 7  | 11 | 17 | 27 | -10 |                   |
| 22.  | Aldosivi              | 22 | 23 | 6  | 4  | 13 | 20 | 35 | -15 |                   |
| 23.  | Colón (SF)            | 18 | 23 | 5  | 3  | 15 | 17 | 39 | -22 |                   |
| 24.  | Godoy Cruz            | 18 | 23 | 6  | 0  | 17 | 22 | 46 | -24 |                   |

## Retrocessioni (Descenso)
Come già detto in precedenza, il regolamento del torneo prevedeva tre retrocessioni con il tradizionale sistema del promedio e considerando anche i risultati sia del campionato che della successiva Copa de Superliga. Tuttavia, con risoluzione della AFA a seguito della pandemia di Covid-19, contestualmente all'annullamento della Copa de Superliga si è decisa anche la sospensione delle retrocessioni sia per questo campionato che per l'edizione 2021.

## Calendario e risultati
| Racing Club        | 0-0 | Unión           | 26.7.19 | Huracán         | 2-0 | Colón              | 2.8.19   | Argentinos Juniors | 3-2 | Banfield        | 16.8.19 |
| Colón              | 0-1 | Patronato       | 27.7.19 | Aldosivi        | 0-0 | Argentinos Juniors | 3.8.19   | Talleres           | 1-1 | Central Córdoba | 16.8.19 |
| San Lorenzo        | 3-2 | Godoy Cruz      | 27.7.19 | Rosario Central | 1-0 | Talleres           | 3.8.19   | Newell's Old Boys  | 2-0 | Unión           | 17.8.19 |
| Lanús              | 1-1 | Gimnasia        | 27.7.19 | Central Córdoba | 1-0 | Atlético Tucumán   | 3.8.19   | San Lorenzo        | 2-2 | Rosario Central | 17.8.19 |
| Argentinos Juniors | 1-1 | River Plate     | 27.7.19 | Vélez Sarsfield | 2-2 | Racing Club        | 3.8.19   | Racing Club        | 1-6 | River Plate     | 17.8.19 |
| Estudiantes        | 1-0 | Aldosivi        | 28.7.19 | Unión           | 2-1 | Defensa y Justicia | 4.8.19   | Patronato          | 2-1 | Huracán         | 18.8.19 |
| Newell's Old Boys  | 2-0 | Central Córdoba | 28.7.19 | Gimnasia        | 0-1 | San Lorenzo        | 4.8.19   | Defensa y Justicia | 0-3 | Arsenal         | 18.8.19 |
| Talleres           | 1-0 | Vélez Sarsfield | 28.7.19 | Banfield        | 1-0 | Estudiantes        | 4.8.19   | Lanús              | 3-1 | Vélez Sarsfield | 18.8.19 |
| Defensa y Justicia | 0-1 | Independiente   | 28.7.19 | River Plate     | 3-0 | Lanús              | 4.8.19   | Boca Juniors       | 2-0 | Aldosivi        | 18.8.19 |
| Boca Juniors       | 0-0 | Huracán         | 28.7.19 | Patronato       | 0-2 | Boca Juniors       | 4.8.19   | Atlético Tucumán   | 1-0 | Godoy Cruz      | 19.8.19 |
| Arsenal            | 1-0 | Banfield        | 29.7.19 | Godoy Cruz      | 0-2 | Arsenal            | 5.8.19   | Colón              | 2-1 | Gimnasia        | 19.8.19 |
| Atlético Tucumán   | 1-2 | Rosario Central | 29.7.19 | Independiente   | 2-3 | Newell's Old Boys  | 13.12.19 | Estudiantes        | 3-0 | Independiente   | 19.8.19 |

| Arsenal         | 0-2 | San Lorenzo        | 23.8.19 | Lanús              | 1-0 | Central Córdoba | 30.8.19 | Arsenal         | 4-1 | Unión              | 14.9.19 |
| Gimnasia        | 0-1 | Defensa y Justicia | 24.8.19 | Defensa y Justicia | 0-0 | Banfield        | 30.8.19 | Central Córdoba | 1-2 | Defensa y Justicia | 14.9.19 |
| Vélez Sarsfield | 3-1 | Newell's Old Boys  | 24.8.19 | Estudiantes        | 0-1 | Vélez Sarsfield | 30.8.19 | Godoy Cruz      | 0-1 | Argentinos Juniors | 14.9.19 |
| Rosario Central | 1-1 | Patronato          | 24.8.19 | Argentinos Juniors | 1-0 | Gimnasia        | 31.8.19 | Colón           | 2-1 | San Lorenzo        | 14.9.19 |
| Independiente   | 2-0 | Colón              | 24.8.19 | San Lorenzo        | 2-1 | Unión           | 31.8.19 | Huracán         | 0-4 | River Plate        | 14.9.19 |
| Godoy Cruz      | 2-0 | Estudiantes        | 25.8.19 | Patronato          | 1-0 | Independiente   | 31.8.19 | Gimnasia        | 1-2 | Racing Club        | 15.9.19 |
| Unión           | 1-2 | Lanús              | 25.8.19 | Racing Club        | 3-1 | Godoy Cruz      | 31.8.19 | Banfield        | 0-1 | Talleres           | 15.9.19 |
| Central Córdoba | 0-0 | Racing Club        | 25.8.19 | Atlético Tucumán   | 1-0 | Arsenal         | 1.9.19  | Rosario Central | 1-1 | Newell's Old Boys  | 15.9.19 |
| River Plate     | 0-1 | Talleres           | 25.8.19 | Colón              | 1-1 | Rosario Central | 1.9.19  | Independiente   | 2-2 | Lanús              | 15.9.19 |
| Banfield        | 0-1 | Boca Juniors       | 25.8.19 | Talleres           | 2-1 | Aldosivi        | 1.9.19  | Boca Juniors    | 1-0 | Estudiantes        | 15.9.19 |
| Aldosivi        | 3-0 | Atlético Tucumán   | 26.8.19 | Newell's Old Boys  | 4-1 | Huracán         | 1.9.19  | Aldosivi        | 1-1 | Patronato          | 16.9.19 |
| Huracán         | 0-0 | Argentinos Juniors | 26.8.19 | River Plate        | 0-0 | Boca Juniors    | 1.9.19  | Vélez Sarsfield | 1-0 | Atlético Tucumán   | 16.9.19 |

| Unión              | 0-0 | Rosario Central | 20.9.19 | Aldosivi        | 1-2 | Unión              | 27.9.19 | Newell's Old Boys  | 0-0 | Banfield        | 4.10.19 |
| Argentinos Juniors | 3-1 | Central Córdoba | 20.9.19 | Patronato       | 1-1 | Lanús              | 27.9.19 | Atlético Tucumán   | 2-1 | Talleres        | 4.10.19 |
| Estudiantes        | 1-0 | Patronato       | 21.9.19 | Arsenal         | 3-0 | Estudiantes        | 28.9.19 | Godoy Cruz         | 2-4 | Gimnasia        | 5.10.19 |
| Defensa y Justicia | 0-1 | Huracán         | 21.9.19 | Gimnasia        | 0-2 | River Plate        | 28.9.19 | Argentinos Juniors | 2-1 | Arsenal         | 5.10.19 |
| San Lorenzo        | 0-2 | Boca Juniors    | 21.9.19 | Boca Juniors    | 1-1 | Newell's Old Boys  | 28.9.19 | San Lorenzo        | 1-4 | Central Córdoba | 5.10.19 |
| Atlético Tucumán   | 0-1 | Independiente   | 21.9.19 | Banfield        | 0-1 | San Lorenzo        | 29.9.19 | Estudiantes        | 0-0 | Huracán         | 5.10.19 |
| Newell's Old Boys  | 2-0 | Aldosivi        | 22.9.19 | Huracán         | 0-0 | Atlético Tucumán   | 29.9.19 | Racing Club        | 2-0 | Aldosivi        | 5.10.19 |
| Godoy Cruz         | 0-2 | Banfield        | 22.9.19 | Vélez Sarsfield | 0-1 | Defensa y Justicia | 29.9.19 | Vélez Sarsfield    | 2-0 | Independiente   | 6.10.19 |
| Lanús              | 3-2 | Colón           | 22.9.19 | Rosario Central | 1-1 | Racing Club        | 29.9.19 | Lanús              | 1-1 | Rosario Central | 6.10.19 |
| Racing Club        | 2-1 | Arsenal         | 22.9.19 | Independiente   | 3-2 | Talleres           | 29.9.19 | Unión              | 1-0 | Colón           | 6.10.19 |
| River Plate        | 1-2 | Vélez Sarsfield | 22.9.19 | Central Córdoba | 1-0 | Godoy Cruz         | 30.9.19 | River Plate        | 2-0 | Patronato       | 6.10.19 |
| Talleres           | 2-1 | Gimnasia        | 23.9.19 | Colón           | 1-0 | Argentinos Juniors | 30.9.19 | Defensa y Justicia | 0-1 | Boca Juniors    | 6.10.19 |

| Arsenal         | 3-3 | River Plate        | 18.10.19 | Godoy Cruz         | 3-2 | Aldosivi           | 29.10.19 | Colón              | 0-2 | Atlético Tucumán   | 2.11.19 |
| Boca Juniors    | 0-1 | Racing Club        | 18.10.19 | Estudiantes        | 3-0 | Rosario Central    | 29.10.19 | Gimnasia           | 0-1 | Estudiantes        | 2.11.19 |
| Banfield        | 1-2 | Atlético Tucumán   | 19.10.19 | Atlético Tucumán   | 2-0 | Patronato          | 29.10.19 | Rosario Central    | 5-2 | Godoy Cruz         | 2.11.19 |
| Independiente   | 0-1 | Argentinos Juniors | 19.10.19 | Newell's Old Boys  | 0-4 | Gimnasia           | 29.10.19 | Aldosivi           | 1-2 | River Plate        | 2.11.19 |
| Patronato       | 1-3 | Newell's Old Boys  | 19.10.19 | River Plate        | 2-1 | Colón              | 29.10.19 | Boca Juniors       | 5-1 | Arsenal            | 3.11.19 |
| Talleres        | 2-4 | Lanús              | 19.10.19 | Argentinos Juniors | 1-0 | Talleres           | 30.10.19 | Banfield           | 3-3 | Unión              | 3.11.19 |
| Aldosivi        | 1-0 | Defensa y Justicia | 20.10.19 | San Lorenzo        | 1-3 | Defensa y Justicia | 30.10.19 | Talleres           | 1-0 | Newell's Old Boys  | 3.11.19 |
| Gimnasia        | 0-1 | Unión              | 20.10.19 | Unión              | 2-2 | Independiente      | 30.10.19 | Patronato          | 1-1 | Racing Club        | 3.11.19 |
| Huracán         | 2-0 | San Lorenzo        | 20.10.19 | Racing Club        | 0-0 | Banfield           | 30.10.19 | Independiente      | 2-1 | San Lorenzo        | 3.11.19 |
| Rosario Central | 0-1 | Vélez Sarsfield    | 20.10.19 | Arsenal            | 2-2 | Central Córdoba    | 31.10.19 | Defensa y Justicia | 0-0 | Argentinos Juniors | 4.11.19 |
| Central Córdoba | 0-1 | Estudiantes        | 21.10.19 | Vélez Sarsfield    | 0-0 | Huracán            | 31.10.19 | Central Córdoba    | 0-0 | Vélez Sarsfield    | 4.11.19 |
| Colón           | 2-1 | Godoy Cruz         | 21.10.19 | Lanús              | 2-1 | Boca Juniors       | 31.10.19 | Huracán            | 0-1 | Lanús              | 4.11.19 |

| Estudiantes       | 1-0 | Talleres           | 8.11.19  | Defensa y Justicia | 2-0 | Lanús             | 23.11.19 | Banfield          | 1-1 | Gimnasia           | 29.11.19 |
| Unión             | 0-1 | Atlético Tucumán   | 8.11.19  | Huracán            | 1-1 | Central Córdoba   | 23.11.19 | Racing Club       | 1-1 | Defensa y Justicia | 29.11.19 |
| Lanús             | 0-1 | Banfield           | 9.11.19  | Atlético Tucumán   | 2-2 | San Lorenzo       | 23.11.19 | Estudiantes       | 1-1 | Atlético Tucumán   | 30.11.19 |
| San Lorenzo       | 3-0 | Argentinos Juniors | 9.11.19  | Boca Juniors       | 2-0 | Unión             | 24.11.19 | Boca Juniors      | 1-1 | Argentinos Juniors | 30.11.19 |
| Godoy Cruz        | 1-2 | Independiente      | 9.11.19  | Banfield           | 1-0 | Vélez Sarsfield   | 24.11.19 | Newell's Old Boys | 2-3 | River Plate        | 30.11.19 |
| Central Córdoba   | 3-2 | Patronato          | 9.11.19  | Gimnasia           | 0-1 | Arsenal           | 24.11.19 | San Lorenzo       | 2-0 | Patronato          | 1.12.19  |
| River Plate       | 0-1 | Rosario Central    | 10.11.19 | Talleres           | 3-3 | Racing Club       | 24.11.19 | Vélez Sarsfield   | 3-1 | Colón              | 1.12.19  |
| Aldosivi          | 0-3 | Gimnasia           | 10.11.19 | Patronato          | 0-2 | Godoy Cruz        | 25.11.19 | Godoy Cruz        | 0-5 | Talleres           | 1.12.19  |
| Newell's Old Boys | 2-0 | Defensa y Justicia | 10.11.19 | Colón              | 3-2 | Estudiantes       | 25.11.19 | Central Córdoba   | 1-1 | Rosario Central    | 1.12.19  |
| Racing Club       | 1-0 | Huracán            | 10.11.19 | Argentinos Juniors | 1-0 | Newell's Old Boys | 25.11.19 | Aldosivi          | 0-0 | Independiente      | 1.12.19  |
| Vélez Sarsfield   | 0-0 | Boca Juniors       | 10.11.19 | Rosario Central    | 5-1 | Aldosivi          | 25.11.19 | Arsenal           | 1-1 | Lanús              | 2.12.19  |
| Arsenal           | 2-1 | Colón              | 12.12.19 | Independiente      | 1-2 | River Plate       | 19.1.20  | Unión             | 1-0 | Huracán            | 2.12.19  |

| Colón              | 0-2 | Aldosivi          | 6.12.19 | Aldosivi           | 2-0 | Lanús              | 24.1.20 | Vélez Sarsfield    | 1-1 | Aldosivi           | 30.1.20 |
| Independiente      | 0-1 | Banfield          | 6.12.19 | Gimnasia           | 0-0 | Vélez Sarsfield    | 24.1.20 | Huracán            | 1-1 | Gimnasia           | 31.1.20 |
| Huracán            | 0-2 | Arsenal           | 7.12.19 | Rosario Central    | 2-1 | Huracán            | 24.1.20 | Independiente      | 5-0 | Rosario Central    | 1.2.20  |
| Atlético Tucumán   | 2-2 | Newell's Old Boys | 7.12.19 | Unión              | 1-0 | Argentinos Juniors | 24.1.20 | Atlético Tucumán   | 1-1 | Defensa y Justicia | 1.2.20  |
| Talleres           | 0-0 | Unión             | 7.12.19 | Arsenal            | 1-1 | Newell's Old Boys  | 25.1.20 | Estudiantes        | 3-1 | Unión              | 1.2.20  |
| Lanús              | 1-0 | Racing Club       | 7.12.19 | San Lorenzo        | 1-1 | Estudiantes        | 25.1.20 | Argentinos Juniors | 1-1 | Racing Club        | 1.2.20  |
| Gimnasia           | 2-1 | Central Córdoba   | 8.12.19 | Central Córdoba    | 1-0 | Colón              | 25.1.20 | River Plate        | 2-0 | Central Córdoba    | 2.2.20  |
| Defensa y Justicia | 2-0 | Godoy Cruz        | 8.12.19 | Godoy Cruz         | 0-1 | River Plate        | 25.1.20 | Lanús              | 2-0 | Godoy Cruz         | 2.2.20  |
| Rosario Central    | 1-0 | Boca Juniors      | 8.12.19 | Banfield           | 3-3 | Patronato          | 26.1.20 | Colón              | 0-1 | Banfield           | 2.2.20  |
| River Plate        | 0-1 | San Lorenzo       | 8.12.19 | Defensa y Justicia | 4-1 | Talleres           | 26.1.20 | Talleres           | 1-2 | Boca Juniors       | 2.2.20  |
| Patronato          | 0-1 | Vélez Sarsfield   | 9.12.19 | Racing Club        | 1-1 | Atlético Tucumán   | 26.1.20 | Patronato          | 2-2 | Arsenal            | 3.2.20  |
| Argentinos Juniors | 1-1 | Estudiantes       | 9.12.19 | Boca Juniors       | 0-0 | Independiente      | 26.1.20 | Newell's Old Boys  | 1-0 | San Lorenzo        | 3.2.20  |

| Aldosivi           | 0-2 | Central Córdoba  | 7.2.20  | Patronato        | 1-0 | Unión              | 14.2.20 | Banfield           | 0-1 | Aldosivi        | 21.2.20 |
| Argentinos Juniors | 0-0 | Lanús            | 7.2.20  | Colón            | 1-1 | Racing Club        | 14.2.20 | Argentinos Juniors | 1-1 | Patronato       | 21.2.20 |
| Defensa y Justicia | 0-0 | Colón            | 8.2.20  | Huracán          | 0-2 | Aldosivi           | 15.2.20 | San Lorenzo        | 0-1 | Racing Club     | 22.2.20 |
| Gimnasia           | 1-1 | Patronato        | 8.2.20  | Atlético Tucumán | 0-2 | Argentinos Juniors | 15.2.20 | Independiente      | 0-1 | Gimnasia        | 22.2.20 |
| Newell's Old Boys  | 0-0 | Estudiantes      | 8.2.20  | Rosario Central  | 1-0 | Gimnasia           | 15.2.20 | Newell's Old Boys  | 4-0 | Colón           | 22.2.20 |
| Banfield           | 1-1 | Rosario Central  | 8.2.20  | Talleres         | 1-0 | San Lorenzo        | 15.2.20 | Atlético Tucumán   | 2-2 | Lanús           | 22.2.20 |
| Boca Juniors       | 2-0 | Atlético Tucumán | 8.2.20  | Lanús            | 1-1 | Newell's Old Boys  | 16.2.20 | Arsenal            | 0-4 | Vélez Sarsfield | 23.2.20 |
| San Lorenzo        | 1-0 | Vélez Sarsfield  | 9.2.20  | River Plate      | 1-0 | Banfield           | 16.2.20 | Boca Juniors       | 3-0 | Godoy Cruz      | 23.2.20 |
| Racing Club        | 1-0 | Independiente    | 9.2.20  | Central Córdoba  | 0-4 | Boca Juniors       | 16.2.20 | Estudiantes        | 0-2 | River Plate     | 23.2.20 |
| Unión              | 1-2 | River Plate      | 9.2.20  | Estudiantes      | 1-2 | Defensa y Justicia | 17.2.20 | Defensa y Justicia | 3-0 | Rosario Central | 23.2.20 |
| Arsenal            | 1-1 | Talleres         | 10.2.20 | Independiente    | 1-1 | Arsenal            | 17.2.20 | Unión              | 0-0 | Central Córdoba | 23.2.20 |
| Godoy Cruz         | 2-1 | Huracán          | 10.2.20 | Vélez Sarsfield  | 0-1 | Godoy Cruz         | 4.3.20  | Talleres           | 4-2 | Huracán         | 23.2.20 |

| 22ª giornata    | 22ª giornata | 22ª giornata       | 22ª giornata |                    | 23ª giornata | 23ª giornata    | 23ª giornata | 23ª giornata |
| Locali          | R            | Ospiti             | Giorno       | Locali             | R            | Ospiti          | Giorno       |              |
| --------------- | ------------ | ------------------ | ------------ | ------------------ | ------------ | --------------- | ------------ | ------------ |
| Racing Club     | 1-1          | Newell's Old Boys  | 28.2.20      | Arsenal            | 4-0          | Aldosivi        | 6.3.20       |              |
| Colón           | 0-4          | Boca Juniors       | 28.2.20      | Argentinos Juniors | 2-1          | Rosario Central | 6.3.20       |              |
| Gimnasia        | 1-0          | Atlético Tucumán   | 29.2.20      | Banfield           | 0-3          | Huracán         | 7.3.20       |              |
| River Plate     | 1-1          | Defensa y Justicia | 29.2.20      | Defensa y Justicia | 2-0          | Patronato       | 7.3.20       |              |
| Central Córdoba | 1-1          | Banfield           | 29.2.20      | Atlético Tucumán   | 1-1          | River Plate     | 7.3.20       |              |
| Godoy Cruz      | 1-3          | Unión              | 29.2.20      | Boca Juniors       | 1-0          | Gimnasia        | 7.3.20       |              |
| Aldosivi        | 1-3          | San Lorenzo        | 1.3.20       | San Lorenzo        | 4-3          | Lanús           | 8.3.20       |              |
| Lanús           | 1-1          | Estudiantes        | 1.3.20       | Independiente      | 3-0          | Central Córdoba | 8.3.20       |              |
| Rosario Central | 3-1          | Arsenal            | 1.3.20       | Newell's Old Boys  | 0-2          | Godoy Cruz      | 8.3.20       |              |
| Vélez Sarsfield | 2-0          | Argentinos Juniors | 1.3.20       | Talleres           | 2-0          | Colón           | 8.3.20       |              |
| Patronato       | 3-2          | Talleres           | 2.3.20       | Unión              | 0-3          | Vélez Sarsfield | 9.3.20       |              |
| Huracán         | 1-0          | Independiente      | 2.3.20       | Estudiantes        | 1-2          | Racing Club     | 9.3.20       |              |

## Statistiche

### Marcatori
| Pos. | Giocatore       | Squadra            | Gol |
| ---- | --------------- | ------------------ | --- |
| 1°   | R. Santos Borré | River Plate        | 12  |
| 1°   | S. Romero       | Independiente      | 12  |
| 2°   | J. Sand         | Lanús              | 10  |
| 3°   | C. Tarragona    | Patronato          | 9   |
| 3°   | C. Tévez        | Boca Juniors       | 9   |
| 3°   | N. Bustos       | Talleres (C)       | 9   |
| 4°   | B. Pittón       | San Lorenzo        | 7   |
| 4°   | G. Hauche       | Argentinos Juniors | 7   |
| 4°   | M. Romero       | Vélez Sarsfield    | 7   |
| 4°   | M. Suárez       | River Plate        | 7   |
| 4°   | N. Giménez      | Arsenal Sarandí    | 7   |

### Statistiche del campionato
- Partite giocate: 276
- Risultati
  - Vittorie in casa: 117
  - Vittorie in trasferta: 83
  - Pareggi: 76
- Gol segnati: 631
  - Gol segnati in casa: 342
  - Gol segnati in trasferta: 289
  - Gol segnati nel primo tempo: 278
  - Gol segnati nel secondo tempo: 349

## Allenatori
| Squadra               | Allenatore                                | Giornate |
| --------------------- | ----------------------------------------- | -------- |
| Aldosivi              | Gustavo Álvarez                           | 1-8      |
| Aldosivi              | Fabio Radaelli (interino)                 | 9        |
| Aldosivi              | Ángel Guillermo Hoyos                     | 10-23    |
| Argentinos Juniors    | Diego Dabove                              | 1-23     |
| Arsenal Sarandí       | Sergio Rondina                            | 1-23     |
| Atl. Tucumán          | Ricardo Zielinski                         | 1-23     |
| Banfield              | Hernán Crespo                             | 1-5      |
| Banfield              | Julio César Falcioni                      | 6-23     |
| Boca Juniors          | Gustavo Alfaro                            | 1-16     |
| Boca Juniors          | Miguel Ángel Russo                        | 17-23    |
| Central Córdoba (SdE) | Gustavo Coleoni                           | 1-23     |
| Colón (SF)            | Pablo Lavallén                            | 1-16     |
| Colón (SF)            | Pablo Bonaveri (interino)                 | 13       |
| Colón (SF)            | Diego Osella                              | 17-23    |
| Defensa y Justicia    | Mariano Soso                              | 1-16     |
| Defensa y Justicia    | Pablo De Muner (interino)                 | 17       |
| Defensa y Justicia    | Hernán Crespo                             | 18-23    |
| Estudiantes (LP)      | Gabriel Milito                            | 1-22     |
| Estudiantes (LP)      | Leandro Desábato Rodrigo Braña (interino) | 23       |
| Gimnasia (LP)         | Darío Ortiz                               | 1-5      |
| Gimnasia (LP)         | Diego Armando Maradona                    | 6-23     |
| Godoy Cruz            | Lucas Bernardi                            | 1-3      |
| Godoy Cruz            | Javier Patalano (interino)                | 4-7      |
| Godoy Cruz            | Daniel Oldrá (interino)                   | 8-16     |
| Godoy Cruz            | Mario Sciacqua                            | 17-23    |
| Huracán               | Juan Pablo Vojvoda                        | 1-6      |
| Huracán               | Néstor Apuzzo                             | 7-16     |
| Huracán               | Israel Damonte                            | 17-23    |
| Independiente         | Sebastián Beccacece                       | 1-10     |
| Independiente         | Fernando Berón (interino)                 | 11-16    |
| Independiente         | Lucas Pusineri                            | 17-23    |
| Lanús                 | Luis Zubeldía                             | 1-23     |
| Newell's Old Boys     | Frank Darío Kudelka                       | 1-23     |
| Patronato             | Mario Sciacqua                            | 1-14     |
| Patronato             | Martín de León (interino)                 | 15       |
| Patronato             | Gustavo Álvarez                           | 16-23    |
| Racing Club           | Eduardo Coudet                            | 1-16     |
| Racing Club           | Sebastián Beccacece                       | 17-23    |
| River Plate           | Marcelo Gallardo                          | 1-23     |
| Rosario Central       | Diego Cocca                               | 1-23     |
| San Lorenzo           | Juan Antonio Pizzi                        | 1-11     |
| San Lorenzo           | Diego Monarritz                           | 12-21    |
| San Lorenzo           | Leandro Romagnoli Hugo Tocalli (interino) | 22-23    |
| Talleres (C)          | Alexander Medina                          | 1-23     |
| Unión (SF)            | Leonardo Madelón                          | 1-23     |
| Vélez Sarsfield       | Gabriel Heinze                            | 1-23     |